# Ganna (Seherin)
Ganna (altgriechisch Γάννα) war eine germanische Seherin aus dem Stamm der Semnonen, die Ende des 1. Jahrhunderts als Nachfolgerin der Veleda tätig war.

„Masyos, König der Semnonen, und Ganna, eine Jungfrau, die nach Veleda in Germanien als Seherin aufgetreten war, kamen zu Domitian, wurden von ihm ehrenvoll behandelt und dann wieder zurückgebracht“

Ganna begleitete Masyas zu Verhandlungen mit Kaiser Domitian, entweder zu dessen zeitweiligen Aufenthalt in Gallien, oder nach Rom. Wie ihre Vorgängerin Veleda hatte Ganna (beide als Jungfrauen beschrieben) vermutlich ebenfalls politischen Einfluss neben ihrer religiösen Funktionen in der Mantik, Weissagung und der Zauberpraktiken (Galster). Der Name Gannas wird mit altnordisch gandr ‚Zauberstab‘ verbunden gedeutet. Wie bei der Veleda, der Waluburg und bedingt bei der Albruna handelt es sich um einen „sprechenden“ Funktionsnamen einer Seherin.